# Opdrachtgever
Een opdrachtgever is een persoon die, of een bedrijf dat een bepaalde opdracht tot het verrichten van werkzaamheden verstrekt aan een andere (rechts)persoon, de opdrachtnemer. Opdracht is een bijzondere overeenkomst, geregeld in het Burgerlijk Wetboek, waarbij een opdrachtnemer een opdracht aanneemt van een opdrachtgever, de opdracht moet voldoende duidelijk omschreven zijn, net als de voorwaarden waaronder de opdracht wordt aangenomen. Daarnaast kunnen afspraken worden gemaakt over een veelheid aan zaken als intellectueel eigendomsrechten, aansprakelijkheid en geheimhouding.
Er zijn veel verschillende soorten overeenkomsten van opdracht denkbaar, zoals de opdracht tot ontwerp, bouw, onderhoud of sloop van een bouwwerk, de opdracht aan een financiële instelling een transactie uit te voeren of aandelen te verkopen, de opdracht tot het leveren van diensten of het vervaardigen van een of meer producten, de opdracht een bepaalde studie uit te voeren of een artistiek werk te schrijven.
Gaat het om rechtspersonen, krijgt een medewerker (al dan niet binnen een organisatorische eenheid) een mandaat voor het verstrekken of aannemen van een opdracht van de directie of het management. Opdrachtnemer kan voorzitter zijn van een stuurgroep en de opdrachtnemer kan een projectleider zijn. In een lijnorganisatie is de opdrachtgever vaak de afdeling inkoop en de opdrachtnemer meestal een leverancier. In dat geval wordt de opdrachtgever door de leverancier vaak aangeduid als klant. Een opdrachtgever heeft taken, verantwoordelijkheden en bevoegdheden.
Opdrachtgever tot het verrichten van werkzaamheden op basis van een overeenkomst van opdracht moet worden onderscheiden van andere overeenkomsten om werk te verrichten, waarvoor andere regels gelden zoals een:
- arbeidsovereenkomst;
- overeenkomst van aanneming;
- overeenkomst tot het uitgeven van werken;
- vervoersovereenkomst.

## Taken en bevoegdheden
De opdrachtgever in een organisatie kan de volgende taken en bevoegdheden hebben:
- Beschrijven project
- Projectteam samenstellen, selecteren van de projectleider
- Vaststellen projectplan
- Project starten
- Voortgang project sturen en bewaken
- Project zo nodig afblazen
- Goedkeuring en afkeuring van wijzigingen in duur, kosten en omvang tijdens het project
- Resultaat beoordelen
- Accepteren of niet accepteren van het resultaat van het project
- Beëindigen project

Het opzeggen van een overeenkomst van opdracht kan te allen tijde door de opdrachtgever, tenzij sprake is van bijzondere omstandigheden waardoor het algemene rechtsbeginsel van redelijkheid en billijkheid zich tegen de opzegging verzet. Een professionele opdrachtgever kan daarbij gehouden zijn schadevergoeding te betalen.

## Verantwoordelijkheden
Een opdrachtgever heeft de volgende verantwoordelijkheden:
- Communicatie met belanghebbenden in de organisatie, die hem het mandaat voor het opdrachtgeverschap voor de opdracht hebben gegeven.
- Verantwoording afleggen over de voortgang gedurende het project aan de mandaterende organisatie.

## Verplichtingen opdrachtnemer
De opdrachtnemer moet de opgedragen werkzaamheden als een goed opdrachtnemer uitvoeren. Tevens moet hij de opdracht zelf uitvoeren, tenzij is afgesproken dat opdrachtnemer de opdracht (ook) door anderen mag laten uitvoeren. Tijdens het werken aan de opdracht moet opdrachtgever op de hoogte worden gehouden van de werkzaamheden en de stand van zaken. Er moet worden verantwoord hoe de opdracht is uitgevoerd, of er geld is uitgegeven of ontvangen namens de opdrachtgever, waarom dat nodig was en hoeveel dat is geweest.
Zijn meer personen die samen een overeenkomst van opdracht hebben gekregen van een opdrachtgever, dan zijn zij in beginsel ieder afzonderlijk voor de gehele opdracht aansprakelijk, tenzij een bepaalde tekortkoming niet aan een of meer personen kan worden toegerekend.
De professionele opdrachtnemer mag de overeenkomst van opdracht alleen opzeggen indien er objectief gezien gewichtige redenen voor bestaan, of als de overeenkomst van opdracht voor onbepaalde duur was bepaald en niet door volbrenging tot een einde komt.

## Wetgeving
Toepasselijke wetgeving is in België die rond de buitencontractuele aansprakelijkheid, in Nederland de regelingen omtrent bijzondere overeenkomsten. 